# Corrida de São Silvestre de 1934
A Corrida de São Silvestre de 1934 foi a 10ª edição da prova de rua, realizada no dia 31 de dezembro de 1934, no centro da cidade de São Paulo, a largada aconteceu as 23h45m, a prova foi de organização da Cásper Líbero.
O vencedor foi Alfredo Carletti, do Club Athletico Franco Brasileiro com o tempo de 24m10s.

## Percurso
Da Avenida Paulista, esquina da Av. Angélica – Monumento do Olavo Bilac até o Clube de Regatas Tietê, com 7.600 metros.
- Participantes: 2.311 atletas
- Chegada: 609 atletas atravessaram a linha de chegada 10 minutos após a passagem do campeão.[3]

## Resultados

#### Masculino
- 1º Alfredo Carletti (Brasil) - 24m10s